# Democracy 2
Democracy 2 est un jeu vidéo de simulation gouvernementale développé par Positech Games, sorti en 2007 sur Windows et Mac.

## Système de jeu
Comme le premier opus, Democracy 2 propose de simuler un gouvernement à partir d'une interface composée d'icônes thématiques (prix du ;pétrole, immigration, commerce international...).